# Alex Crisovan
Alex Crisovan, teljes nevén Alex Crisovan-Eichenberger (Békéscsaba, 1919. október 2. – Pfäffikon, Zürich kanton, 2012. november 28.) magyar származású svájci újságíró, sakk témájú szakíró és sakkfunkcionárius.

## Életpályája
Nem sokkal a magyar Tanácsköztársaság bukása után született. 8 éves korától tanult sakkozni. 13 éves korában Luzernbe költözött. Gazdag sakk-könyv-gyűjteményét 2010-ben a zürichi központi könyvtárnak (Zentralbibliothek Zürich) adományozta. Házas volt, gyermekei voltak, akikkel a zürichi Pfäffikonban lakott.

## Munkássága a sakkéletben
Az első egyesülete Svájcban az 1875-ben alapított Luzerner Schachgesellschaft volt. 1950-ben és 1951-ben megnyerte az Innerschweizer Schachverband Mauer-kupáját. 1962-ben megnyerte a zürichi városi bajnokságot. 1982-ben Freisachban győzött a svájci bajnokságon. 
Még idős korában is sakkozott: utolsó mérkőzéseit 92 éves korában, 2011 áprilisában játszotta a 4. svájci ligában.
Az  Innerschweizer Schachverband és a Schweizer Fernschachvereinigung alapító tagja volt. A Schweizerischer Schachbundnál a sakktörténet funkcionáriusa volt, és ő volt 1989 után a 11. személy, akit tiszteleti taggá választottak.
1973 és 1978 között Alex Crisovan volt a kiadója a Schweizerische Schachzeitungnak. 1986-ig ő szerkesztette a Schachwochét. (Utóda Heinz Wirthensohn lett.) Alex Crisovan tagja volt a Ken Whyld Associationnak.

## Publikációi
- Das Beste aus Caissas Reich. Ausgewählte Partien aus aktuellen Turnieren mit Beilage Caissa-Schachkorrespondenz. Zürich 1958–1961 (Periodikum als Herausgeber, Walter Kühnlével)
- Weltturnier Buenos Aires. Schweizer Schachdienst, Zürich, 1960 (Walter Kühnlével)
- Bled, 1961: Mednarodni Jubilejni Sahovski Veleturnier. Schweizer Schachdienst, Zürich 1961 (gemeinsam mit Walter Kühnle)
- Sechste Europa-Mannschaftsmeisterschaft 1976 in der UdSSR, Ausscheidung der Gruppe II in Montana-Crans, 11. bis 17. Januar 1976. 1976 (mit Kurt Riethmann)
- WM 76 Biel-Schweiz. Interzonen-Turnier. 9. u. 10. Internationales Open, Internationales Jugendturnier, Internationales Blitzturnier. Biel 1976 (gemeinsam mit Hans Suri und Janos Flesch)
- 1889–1979. 90 Jahre Schweizerischer Schachverband. Schweizerischer Schachverband, Zürich 1979 (gemeinsam mit Kurt Riethmann)
- Banja Luka. Sinal, 1987 (gemeinsam mit Siniša Joksić, mit Fotografien von Crisovan, Joksić und Miloš Petronić)
- 54. Championship USSR. 1987
- 55. Championship USSR. 1988 (gemeinsam mit Siniša Joksić)
- 1889–1989. 100 Jahre Schweizerischer Schachverband. Zürcher AG, Zug, 1989
- Alois Nagler und das Nagler-Gedenkturnier Zürich 1998. Schachgesellschaft Zürich, Zürich, 2007, ISBN 978-3-033-00981-3.